# Felgaufschwung
Der Felgaufschwung (auch: Felgeaufschwung oder Hüftaufschwung) wird am Stufenbarren oder Reck geturnt. Beide Hände liegen auf Hüftbreite an der Stange. Man stößt sich mit beiden Füßen vom Boden ab, lässt die Arme angewinkelt und zieht sich in einer Art Rückwärtssalto in den Stütz.
Die Bezeichnung kommt von „Turnvater“ Friedrich Ludwig Jahn. Er bezeichnete als „Felge“ die Turnübung am Reck, bei der die Füße nach Art einer Radfelge den Schwung geben. 

## Weblink
- Schematische Darstellung des Ablaufs eines Felgaufschwungs (Seite nicht mehr abrufbar. Suche in Webarchiven) (Abgerufen am 13. August 2009)